# Gelblappen-Honigfresser
Der Gelblappen-Honigfresser (Anthochaera paradoxa) ist ein ausschließlich in Tasmanien vorkommender Singvogel aus der Familie der Honigfresser.

## Merkmale
Mit einer Länge von 48 cm und einem Gewicht von 175 g ist der Gelblappen-Honigfresser die größte Honigfresserart, wobei die Weibchen deutlich kleiner sind. Es handelt sich um einen schlanken, unbeholfenen Vogel mit einem langen gestuften Schwanz und einem starken Schnabel. Das Gefieder ist braun-weiß gefleckt, oberseits dunkler, unterseits heller gefärbt. Am Bauch hat er einen gelben Fleck. An jeder Wange hat er einen länglichen gelben Hautlappen, der in der Brutzeit größer und farbenprächtiger wird.

## Lebensraum
Der Vogel lebt von Seehöhe bis in 1350 m Höhe. Er bewohnt Eukalyptuswälder, taucht aber auch in Heidelandschaften an den Küsten auf und ist auch an Futterstellen in Gärten zu sehen.

## Verhalten
Der Gelblappen-Honigfresser sucht in Schwärmen in Eukalyptusbäumen nach Insekten und Nektar.
Der aggressive und laute Vogel hat einen typischen, harten, krächzenden Ruf.

## Fortpflanzung
Der Vogel baut ein lockeres Schalennest aus Zweigen, Blättern und Rinde in einer hohen, aufwärts gerichteten Astgabel. Die zwei bis drei Eier werden 16 Tage bebrütet. Die Nestlingszeit dauert 21 Tage.